# Cinéma Olímpia
Le Cinéma Olímpia est un ancien cinéma du centre de la ville portugaise de Porto.

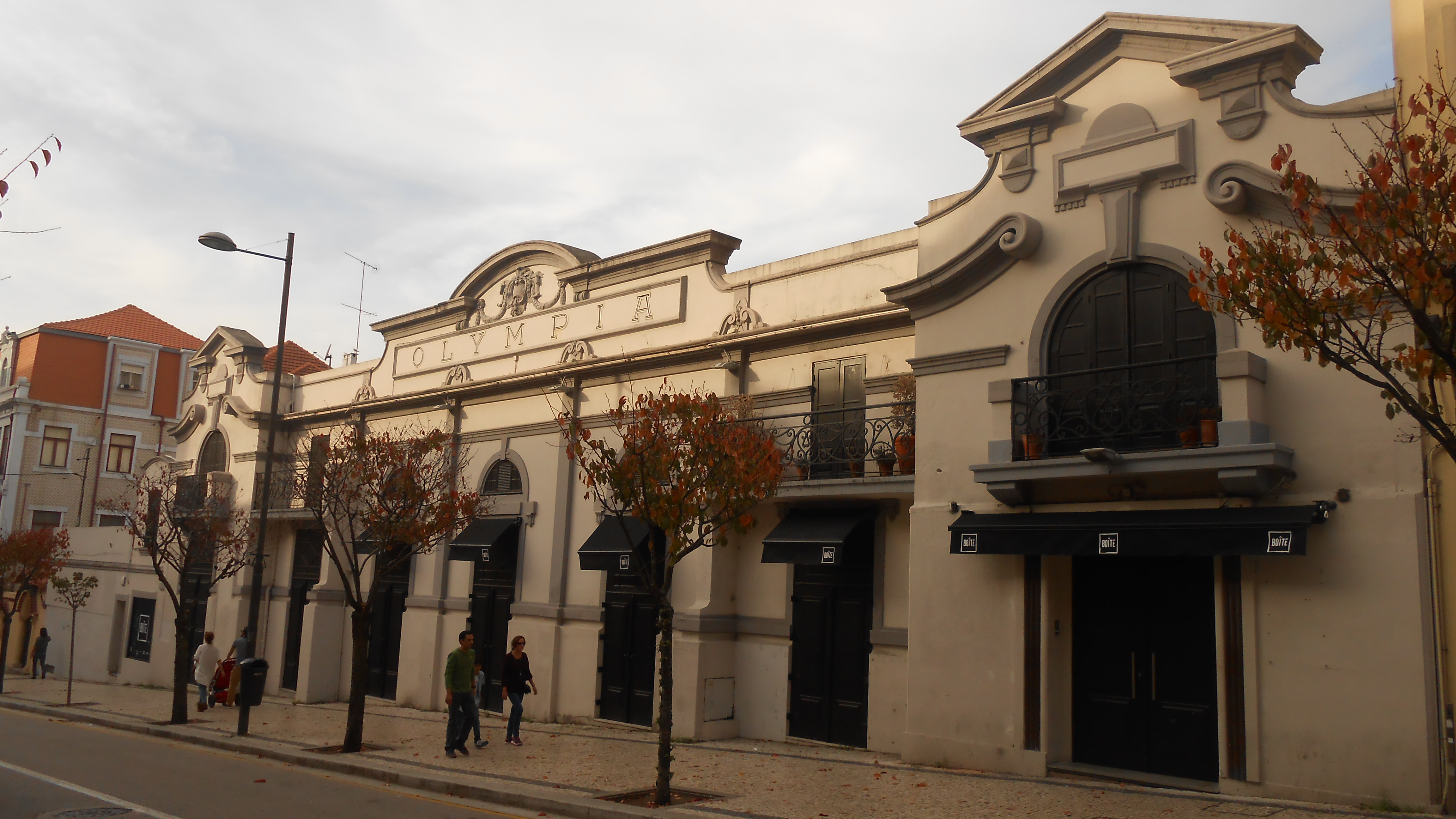
Le cinéma Olímpia.

## Histoire
Le cinéma a été construit selon les plans de l'architecte João Queirós. Du plan original pour un nouveau bâtiment de théâtre sur Rua Passos Manuel, seul l'auditorium a été réalisé.
Le cinéma a ouvert ses portes le 18 mai 1912 par son propriétaire Henrique Alegria. À l'époque, les journaux faisaient état de l'ameublement élégant et luxueux. Dans les années 1980, le cinéma était fermé. Une salle de bingo (Bingo Olympia) et une discothèque ( Boîte) y ont ensuite été hébergées.
L'édifice bâtiment est un bâtiment classé .

## Lecture
- Instituto da Habitação e da Reabilitação Urbana, Nº IPA PT011312120233

## Liens web
- Cinéma Olímpia aux Cinemas do Porto
- Entrée du Cinéma Olímpia dans la liste portugaise des monuments SIPA